# Saison 4 de Babylon 5
Chronologie
Saison 3 Saison 5
Cet article présente le guide de la quatrième saison de la série télévisée américaine Babylon 5.

## Synopsis
Après le sacrifice du Capitaine Sheridan pour frapper les Ombres et l'arrêt brutal de toute offensive de ceux-ci, l'armée de la Lumière se retrouve sans chef et commence à envisager de cesser les combats. Mais le retour miraculeux de Sheridan va leur donner l'impulsion nécessaire pour unir la galaxie et mettre un terme non seulement à l'agression des Ombres et à l'occupation de Narn par les Centauris, mais aussi aux guerres civiles qui se déclarent chez les Minbaris et au sein de l'Alliance Terrienne.

## Distribution

### Acteurs principaux
- Bruce Boxleitner (VF : Hervé Bellon ou Bruno Carna) : Capitaine John Sheridan, commandant de la station
- Claudia Christian (VF : Laurence Crouzet) : Commandant Susan Ivanova, commandant en second de la station
- Jerry Doyle (VF : Georges Caudron) : Major Michael Garibaldi, ex-chef de la sécurité de la station
- Richard Biggs (VF : Bertrand Liebert) : Dr Stephen Franklin, médecin-chef de la station
- Mira Furlan (VF : Véronique Augereau) : Ambassadrice Delenn de la Fédération Minbarie
- Andreas Katsulas (VF : Jean-Pierre Leroux) : Ambassadeur G'Kar du Régime Narn
- Peter Jurasik (VF : Gilbert Levy) : Ambassadeur Londo Mollari de la République Centaurie

### Acteurs récurrents
- Ardwight Chamberlain (en) (VF : Michel Tugot-Doris ou Pierre Hatet) : Ambassadeur Ulkesh Naranek de l'Empire Vorlon
- Bill Mumy (VF : Serge Faliu) : Lennier, attaché diplomatique de Delenn
- Stephen Furst (VF : Daniel Lafourcade) : Vir Cotto, attaché diplomatique de Londo Mollari
- Jason Carter (VF : Bernard Bollet) : Ranger Marcus Cole
- Jeff Conaway (VF : Patrick Borg) : Major Zack Allan, chef de la sécurité de la station
- Patricia Tallman (VF : Marie-Laure Beneston) : Lyta Alexander, télépathe
- Joshua Cox : Lieutenant David Corwin, responsable du Dôme de Commande de Babylon 5
- Marianne Robertson : Technicienne du Dôme de Commande

### Invités
- Walter Koenig (VF : Philippe Peythieu) : Alfred Bester, Agent Spécial du Corps Psi
- Ed Wasser (en) (VF : Jean-François Aupied) : M. Morden, émissaire des Ombres

## Épisodes

### Épisode 1:L'Heure du Loup
- États-Unis : 4 novembre 1996

- Wayne Alexander (Lorien)
- Ed Wasser (Mr Morden)
- Wortham Krimmer (Empereur Cartagia)
- Damian London (Ministre du Protocole Milo Virini)
- Mark Hendrickson (Ambassadeur Drazi)
- Rick Ryan (Ambassadeur Brakiri)
- Ardwight Chamberlain (Ambassadeur Ulkesh Naranek)

### Épisode 2:À la recherche deMrGaribaldi
- États-Unis : 11 novembre 1996

- Wayne Alexander (Lorien)
- Wortham Krimmer (Empereur Cartagia)
- Damian London (Ministre du Protocole Milo Virini)
- Lenny Citrano (Isaac)
- Anthony DeLongis (Harry)
- Rick Scarry (Soldat centauri)

### Épisode 3:Préparatifs de guerre
- États-Unis : 18 novembre 1996

- Wayne Alexander (Lorien)
- Wortham Krimmer (Empereur Cartagia)
- Eric Zivot (Lord Verano)
- Ron Campbell (Ambassadeur Juphar Trkider)
- Jonathan Chapman (Ambassadeur Lethke)
- Ardwight Chamberlain (Ambassadeur Ulkesh Naranek)

### Épisode 4:Chute libre vers l'Apothéose
- États-Unis : 25 novembre 1996

- Wayne Alexander (Lorien)
- Ed Wasser (Mr Morden)
- Wortham Krimmer (Empereur Cartagia)
- Ardwight Chamberlain (Ambassadeur Ulkesh Naranek)
- Tom Billet (Soldat centauri)
- Terry Cain (Jeune femme)

### Épisode 5:Une nuit d'attente
- États-Unis : 2 janvier 1997

- Wortham Krimmer (Empereur Cartagia)
- Bryan Cranston (Capitaine Ericsson)
- Ron Campbell (Ambassadeur Juphar Trkider)
- Kim Strauss (G'Lorn)
- William Scudder (Bouffon)

### Épisode 6:L’Épreuve du feu
- États-Unis : 3 février 1997

- Wayne Alexander (Lorien)
- Ed Wasser (Mr Morden)
- Ardwight Chamberlain (Vorlon)
- Damian London (Ministre du Protocole Milo Virini)
- Julian Barnes (Ministre du Renseignement Durano)

### Épisode 7:Guerre psychologique
- États-Unis : 10 février 1997

- Damian London (Régent Virini)
- Victor Ludlin (Officiel du Corps Psi)
- Robert Patteri (Pilote des Forces Terriennes)
- Lauren Sanchez (Journaliste)

### Épisode 8:L'illusion de la Vérité
- États-Unis : 17 février 1997

- Jeff Griggs (Dan Randall)
- Henry Darrow (Dr William Indiri)
- Diana Morgan (Alison Higgins)
- David A. Kimball (Lee Parks)
- Albert Garcia (Ramirez)

### Épisode 9:Le Pardon
- États-Unis : 24 février 1997

- Brian Carpenter (Callenn)
- Reiner Schone (Dukhat)
- Robin Atkin Downes (Morann)

### Épisode 10:À la poursuite de Mars
- États-Unis : 21 avril 1997

- Jeff Griggs (Dan Randall)
- Clayton Landey (Second de la Résistance Martienne)
- Mark Schneider (Wade)
- Donovan Scott (John Demeter, alias Capitaine Jack)
- Marjorie Monaghan (Tessa Halloran, Cheffe de la Résistance Martienne)

### Épisode 11:Lignes de communication
- États-Unis : 28 avril 1997

- Marjorie Monaghan (Tessa Halloran, Cheffe de la Résistance Martienne)
- Paolo Seganti (Philippe)
- G.W. Stevens (Forell)
- Carolyn Barkin (Journaliste)
- Jean-Luc Martin  (Emmisaire Drakh)

### Épisode 12:Conflit d'intérêts
- États-Unis : 5 mai 1997

- Tim Choate (Zathras)
- Denise Gentile (Lise Hampton-Edgars)
- Mark Schneider (Wade)
- Richard S. Horvitz (Mark)
- Charles Walker (Ben)

### Épisode 13:Leurres et rumeurs
- États-Unis : 12 mai 1997

- Ron Campbell (Ambassadeur Juphar Trkider)
- Jonathan Chapman (Ambassadeur Lethke)
- John Vickery (Alyt Neroon)

### Épisode 14:Moments de transition
- États-Unis : 19 mai 1997

- John Vickery (Alyt Neroon)
- Bart McCarthy (Shai Alyt Shakiri)
- Walter Koenig (Alfred Bester)

### Épisode 15:Ni reddition, ni retraite
- États-Unis : 26 mai 1997

- Marcia Mitzman Gaven (Commandant Sandra Levitt)
- Richard Gant (Capitaine Edward MacDougan)
- Ken Jenkins (Capitaine Trevor Hall)
- Neil Bradley (Commandant Robert Philby)
- Joshua Cox (Lieutenant David Corwin)

### Épisode 16:Pouvoir absolu
- États-Unis : 2 juin 1997

- Efrem Zimbalist Jr. (William Edgars)
- Denise Gentile (Lise Hampton-Edgars)
- Mark Schneider (Wade)
- Shelley Robertson (Mrs Constance)

### Épisode 17:La face cachée de l'ennemi
- États-Unis : 9 juin 1997

- Efrem Zimbalist Jr. (William Edgars)
- Denise Gentile (Lise Hampton-Edgars)
- Mark Schneider (Wade)
- Richard Gant (Capitaine Edward MacDougan)
- David Purdham (Capitaine James)
- Ricco Ross (Capitaine Léo Frank)
- Marjorie Monaghan (Tessa Halloran, Cheffe de la Résistance Martienne)

### Épisode 18:Fractions Temporelles
- États-Unis : 16 juin 1997

- Raye Birk (Interrogateur William)
- Wayne Alexander (Prisonnier Drazi)
- Bruce Gray (Bourreau)

### Épisode 19:Entre les ténèbres et la lumière
- États-Unis : 6 octobre 1997

- Marc Gomes (Officier David Eisensen)
- Bruce Gray (Bourreau)
- Marjorie Monaghan (Tessa Halloran, Cheffe de la Résistance Martienne)
- David Purdham (Capitaine James)

### Épisode 20:Jusqu'à la victoire finale
- États-Unis : 13 octobre 1997

- Gary McGurk (Président William Morgan Clark)
- J. Patrick McCormack (Général Robert Lefcourt)
- Julian Stone (Capitaine Mitchell)
- Carolyn Seymour (Sénatrice Crosby)
- Marjorie Monaghan (Tessa Halloran, Cheffe de la Résistance Martienne)

### Épisode 21:La nouvelle alliance
- États-Unis : 20 octobre 1997

- Denise Gentile (Lise Hampton-Edgars)
- Rance Howard (David Sheridan)
- Michael Potter (Général Foote)
- Beata Pozniak (Présidente Susanna Luchenko)

### Épisode 22:L'Effondrement d'un mythe
- États-Unis : 27 octobre 1997

- Roy Brocksmith (Frère Alwyn Macomber)
- Neil Roberts (Frère Michael)
- Alastair Duncan (Dr Jim Latimere)
- Joanne Takahashi (Dr Barbara Tashaki)
- Nick Toth (Dr William Exeter)
- Eric Pierpoint (Daniel)